# Une belle histoire
Une belle histoire è un brano musicale interpretato e scritto da Michel Fugain, fondatore del gruppo Le Big Bazar, e dal paroliere Pierre Delanoë; fu pubblicato per la prima volta nel loro album d'esordio del 1972, Michel Fugain et Le Big Bazar (CBS – CBS 65300).
La canzone è stata in seguito ripresa da vari artisti, tra cui il colombiano Yuri Buenaventura.

## La versione in italiano:Un'estate fa
Nello stesso anno Franco Califano scrisse un testo del brano in italiano dal titolo Un'estate fa, incisa sempre nel 1972 dagli Homo Sapiens (RiFi, RFN-NP 16503) e inserita nell'album Una goccia di malinconia del 1991 (Voltage – LPH 8059) e dallo stesso Fugain con il suo gruppo..
Mina riprese il brano nel 1990 nell'album Ti conosco mascherina (PDU, Pld. L.7071). Due anni più tardi lo stesso Califano la incise per l'album Franco Califano in concerto dal Blu Moon di Ogliastro Marina (Fonit Cetra, MCX 334), poi su cd singolo nel 2003 (EMI Italiana, 5 47625) ed insieme con Pago con il singolo del 2008 (Red Rose Records, RR02/08) e nell'album del 2009 Aria di settembre (Poci One, RR 001/09 CD).
Nel 2001 il brano tornò al successo con la versione dei Delta V, primo singolo del progetto discografico Monaco '74 e pubblicata anche nel singolo Un'estate fa (Delta V).
A metà degli anni 2000 gli Homo Sapiens incisero nuovamente il pezzo con un arrangiamento più moderno. Nel 2022 la cantante Chiara Galiazzo fornì una nuova versione che ottenne un buon successo radiofonico. Nel 2023, in occasione dell'uscita su Sky Atlantic dell'omonima miniserie televisiva, Francesca Michielin (insieme agli Altarboy) realizza una nuova versione che fa parte della colonna sonora della miniserie.

### Elenco delle cover italiane
- Homo Sapiens nel 1972
- Caterina Caselli nel 1972 dal vivo con Michel Fugain, durante la trasmissione televisiva francese Top
- Mina nel 1990 dall'album Ti conosco mascherina
- Franco Califano nel 1992, con una nuova cover
- Delta V nel 2001 dall'album Monaco '74
- Pago con Franco Califano nel 2009 dall'album Aria di settembre
- Chiara Galiazzo nel 2022
- Francesca Michielin con Altarboy nel 2023 nella colonna sonora dell'omonima miniserie Sky

Esiste anche una versione cantata dal duo Paola & Chiara, presentata a Canzonissima nel 2013, all'interno della trasmissione tv di Rai1 "I migliori anni".